# Etelbaldo de Iorque
Etelbaldo (em inglês antigo: Æthelbald, Æthelbeald, Athelbald ou Ethelbald) foi um arcebispo de Iorque durante a Idade Média. Pouco se sabe sobre sua vida. Foi consagrado no cargo em 900, e morreu entre 904 e 928. Em 895, testemunhou um documento do rei Alfredo, o Grande.